# Le Maître du Haut Château
Cet article concerne le roman de Philip K. Dick. Pour la série télévisée, voir Le Maître du Haut Château.
Le Maître du Haut Château (titre original : The Man in the High Castle) est un roman uchronique de Philip K. Dick publié en 1962 aux États-Unis et qui reçoit le prix Hugo l'année suivante. La traduction française est publiée pour la première fois en 1970.
Ce roman se déroule dans un monde alternatif dans lequel l'Allemagne nazie, l'empire du Japon et l'Italie fasciste ont remporté la Seconde Guerre mondiale et fait l'état des lieux quinze ans après cette victoire.
Le récit a pour cadre principal le territoire des États-Unis, qui est désormais occupé à l'Est par les Allemands et à l'Ouest par les Japonais. L'histoire évoque notamment par un effet de mise en abyme (ou d'uchronie dans l'uchronie), l'ouvrage d'un écrivain fictif Hawthorne Abendsen, qui imagine à l'inverse les conséquences d'une victoire des Alliés, qui varient cependant de celles qu'elles eurent effectivement sur notre monde actuel. Le titre choisi par Dick pour son roman fait référence à une « maison isolée, une véritable forteresse », où vivrait Abendsen.
En 2015, le livre a été adapté en une série télévisée dont la fille de Dick, Isa Dick Hackett, a fait partie de l'équipe de production.

## Résumé

### Contexte
Franklin Roosevelt ayant été assassiné en 1933 par Giuseppe Zangara, les États-Unis s'enfoncent dans la crise économique puisque les Républicains, vainqueurs aux élections de 1936 et de 1940 prônent la neutralité et le libéralisme. Très affaiblis, mal préparés et divisés politiquement, ils perdent toute leur flotte en 1941 lors de l'attaque de Pearl Harbor par l'aviation japonaise. Les armées allemandes repoussent les armées russes au-delà de l'Oural ; l'Afrikakorps d'Erwin Rommel s'empare du Caire, remonte jusqu'au Caucase et opère sa jonction avec les armées allemandes du front de l'Est. En 1944, les différents débarquements alliés en Afrique et en Europe n'ont pas lieu, ou alors échouent (ils ne sont pas mentionnés dans le livre), et les armées japonaises finissent par s'emparer de l'Australie et des Philippines. En 1945, les armées allemandes débarquent en Grande-Bretagne et font capituler Londres, précipitant la défaite des Alliés. Enfin, les États-Unis capitulent en 1947, les villes de New York et Baltimore ayant été détruites. Le territoire principal connexe des États-Unis (en particulier sans Hawaii, occupé par le Japon, ni l'Alaska et Puerto Rico, qui ne sont pas mentionnés dans le livre) est divisé en quatre zones :
- Les États-Unis au nord-est (« The U.S. » dans la version anglaise), un État vassal du « Reich », dont il est peu question dans le roman ; on y mentionne notamment la reconstruction de la région après la guerre à l’aide de l'Organisation Todt, et également l'existence de camps de concentration ;
- le « Sud », très peu décrit dans le roman, un régime pro-allemand qui pratique l'esclavage ;
- le Centre (les « Rocky Mountain States »), État neutre qui constitue une zone tampon entre les deux zones occupées, où se déroule une partie importante du récit ;
- l'Ouest, les « Pacific States of America », un État vassal de l'Empire japonais, qui pratique également l'esclavage, et dont fait partie la ville de San Francisco où se déroule la plus grande partie du récit. Sa capitale officielle (et le siège de son gouvernement inféodé aux Japonais) est Sacramento.

L'histoire commence à San Francisco, où entrent en scène plusieurs personnages :
- un antiquaire, Robert Childan, qui à la fois méprise, admire et redoute les Japonais ;
- un entrepreneur japonais, M. Tagomi, client de Childan ;
- un couple de fonctionnaires japonais récemment immigrés, les Kasouras, qui font connaissance de Childan en visitant sa boutique ;
- un ouvrier américain, Frank Frink, qui est secrètement d'origine juive et tente de développer une petite entreprise d'artisanat en joaillerie ;
- un industriel suédois, M. Baynes, venant de Suède pour un rendez-vous avec Tagomi, et dont on apprendra plus tard qu’il est un officier de l'Abwehr en mission secrète, Rudolf Wegener.

Peu après deux autres personnages entrent en scène à Canon City dans les Rocky Mountain States :
- l'ex-épouse de Frank, Juliana Frink, qui y vit et y est professeur de judo;
- Joe Cinadella, un routier italien et ex-soldat, avec qui Juliana commence une liaison, et dont on apprendra plus tard qu’il est en réalité un Nazi suisse.

### Nœuds dramatiques
Le récit amorce plusieurs histoires, qui s'entremêlent sans que certains des protagonistes ne se rencontrent. La plupart des personnages ont un lien avec Robert Childan.
L'entrepreneur japonais, qui doit accueillir l'agent Rudolf Wegener, est un client régulier de Childan chez qui il cherche un cadeau pour son client. Frank Frink est renvoyé de l'entreprise de fonderie Wyndam-Matson où il travaille, dont la principale activité est en fait illicite et consiste à créer de fausses antiquités américaines destinées à des amateurs japonais. Frink se lance alors avec un associé dans un commerce d'un nouveau genre : la création de bijoux en métal d'un style totalement original. Il obtient les 2000 dollars nécessaires pour démarrer son entreprise en menaçant indirectement Wyndam-Matson de révéler son activité de faussaire : il va voir l’antiquaire Childan sous une identité empruntée d’intermédiaire pour un gros client potentiel, et lui révèle qu'un colt .44 de 1860 de son inventaire est une imitation. Plus tard, son associé propose leurs bijoux au même Childan, qui essaye de les promouvoir auprès d'une clientèle japonaise. Celle-ci les trouve d'abord sans intérêt, puis peu à peu y décèle un certain charme en l'associant à une spiritualité intérieure. Frank Frink, de son vrai nom « Fink », d'origine juive, est sauvé de justesse de la déportation en territoire nazi par M. Tagomi, sans que les personnages ne se rencontrent, ce dernier refusant simplement de signer le papier autorisant sa déportation.
Lors du rendez-vous secret avec Wegener, le faux commercial scandinave en réalité officier des services de renseignement de l'Armée allemande, Tagomi apprend qu’un programme baptisé Löwenzahn (« Dent-de-Lion ») est sur le point d’être amorcé, qui a pour but final une énorme attaque nucléaire sur le Japon par le Reich sans aucun avertissement préalable. Tagomi tue deux nazis, qui sont venus appréhender l'officier. Très troublé par son acte, c'est grâce à l'un des bijoux fabriqué par Frank que Tagomi retrouve une forme de paix intérieure.
À Canon City dans le Colorado, dans les États centraux des Rocheuses, Juliana, l'ex-épouse de Frank, s'éprend d'un jeune migrant italien, Joe Cinnadella, conducteur de camion et ex-soldat. Elle pose des questions concernant un roman que Joe possède, Le Poids de la sauterelle, puis commence à le lire. Ce roman constitue un fil conducteur qui est mentionné et commenté plusieurs fois au cours du récit, et en lie les personnages qui presque tous connaissent son existence ou finissent par en entendre parler. Son titre provient d'une citation de l'Ecclésiaste (12:5) : « et les sauterelles deviendront un fardeau ». Juliana et Joe prennent la voiture de Juliana pour se rendre à Denver, où Joe décide tout à coup de continuer leur route jusqu’à Cheyenne dans le Wyoming pour y voir Hawthorne Abendsen, l’auteur du roman. Juliana découvre que Joe est en fait un officier nazi suisse chargé d'éliminer Abendsen. Horrifiée, elle tue Joe et se rend toute seule à Cheyenne pour y rencontrer et mettre en garde l'auteur.
Résumé par Dick à travers ses personnages qui le lisent ou le commentent (la maîtresse de Wyndam-Matson Rita, Joe, Juliana, Paul et Betty Kasouras, le consul allemand Reiss, Hawthorne et Caroline Abendsen), Le Poids de la sauterelle constitue donc un roman dans le roman, une uchronie dans l'uchronie. Son auteur, Hawthorne Abendsen, y imagine que les Alliés sont vainqueurs de l'Axe, ce qui en fait un roman subversif, interdit dans les régions sous domination nazie. Les Allemands s'intéressent de près à ce livre, et veulent même éliminer Abendsen. Dick nous livre suffisamment de détails sur Le Poids de la sauterelle pour nous apprendre que le monde qui y est décrit n'est pas semblable au nôtre, et que la trame du roman s'éloigne de l'histoire réelle. S’il évoque bien Stalingrad, il y est question d'une domination britannique sur les Allemands, et non de la Russie sur les forces de l’Axe. S'il évoque bien le président Roosevelt, l'attaque de Pearl Harbor a lieu mais seuls des petits bateaux sont touchés, l’Italie est neutre, et il n’y a que deux grands gagnants à l'issue du conflit mondial, le Royaume-Uni et les États-Unis. Si après la guerre les États-Unis commencent par dominer le monde économiquement comme dans notre réalité, c’est finalement le Royaume-Uni qui prend le dessus (comme le révèle Joe à Juliana dans le chapitre 10 : « Britain wins, [...], U.S. dwindles »).
| Photo                                     | Légende |
| ----------------------------------------- | --- |
| Portrait photographique en noir et blanc. | Reinhard Heydrich. Surnommé « Le Bourreau » (The Hangman). « [...] on dit que cet homme est redouté par bien des membres du parti [...] complètement dépourvu d'affectivité [...] Énigmatique dans son comportement. [...] cet homme doit être considéré comme un point d'interrogation. »                                |
| Portrait photographique en noir et blanc. | Arthur Seyss-Inquart. « [...] chargé des régions coloniales [...] Est peut-être l'homme le plus haï sur tout le territoire du Reich. [...] l'un des responsables de la décision prise de faire un holocauste du continent africain [...] le plus proche au point de vue du tempérament du premier Führer, Adolf Hitler. » |
| Portrait photographique en noir et blanc. | Hermann Goering. « Le Gros, comme on l'appelle en raison de sa corpulence [...] ses excès de sybaritisme ont donné naissance à une image trompeuse [...] ambitionne un pouvoir énorme et est capable de l'obtenir. [...] Son objectif : instaurer à son profit un culte personnel »                                       |
| Portrait photographique en noir et blanc. | Baldur von Schirach. « Ancien chef des Jeunesses hitlériennes [...] considéré comme un idéaliste. [...] On lui a demandé de mettre fin à certaines formes d'euthanasie et d'expérimentation médicale, mais il ne l'a pas fait. »                                                                                          |
| Portrait photographique en noir et blanc. | Joseph Goebbels. « [...] Brillant orateur, écrivain, esprit à la fois souple et fanatique [...] Personnage très respectable. Peut être charmant, mais a la réputation d'avoir des crises de colère sans équivalent chez les autres Nazis. »                                                                               |

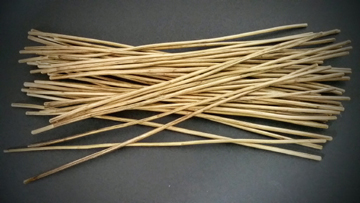
Il sortit de leur tube de cuir les quarante-neuf baguettes végétales et réfléchit jusqu'au moment où il se sentit maître de ses pensées et où ses questions se précisèrent. Frink utilise au premier chapitre la méthode traditionnelle de l'achilléomancie pour effectuer le tirage du Yi King.

Un second livre anime les personnages et s'agit du Livre des transformations ou Yi King, un ancien ouvrage traditionnel chinois qui permet d’obtenir par tirage au sort des oracles en interprétant un des 64 hexagrammes (et éventuellement un hexagramme dérivé si un des traits obtenus est « mutable »). Abendsen s'est servi du Yi King pour écrire Le Poids de la sauterelle.
La fin de l'ouvrage laisse le lecteur dans l'expectative. Rien de décisif n'a lieu, sinon l'ultime révélation du Yi King, à savoir : « Telle est la vérité ».

## Analyse
Le récit est contemporain de la date de publication, 1962.
Si l'uchronie change le cours de l'histoire pour créer une intrigue et faire réfléchir, l'auteur part de faits historiques réels qu'il transpose et adapte de manière alternative :
- L'assassinat fictif de Franklin Roosevelt constitue le point de divergence historique à partir de la tentative ayant vraiment eu lieu, celle de Giuseppe Zangara en 1933 ;
- Le régime nazi est perpétué à travers tous les territoires conquis dans une logique de génocide à l'est et à travers des rumeurs de conquête et de nettoyage ethnique en Afrique : les Juifs, les Noirs, les Slaves, certaines minorités ethniques et les handicapés ont été éliminés dans un programme de solution finale généralisé. La Méditerranée est asséchée pour en faire une étendue cultivable.
- Dick imagine une Seconde Guerre mondiale qui a comme conséquence directe une forme de Guerre froide entre les alliés de l'Axe. Les relations entre Allemands et Japonais sont empreintes de méfiance et sont calquées sur les relations tendues entre États-Unis et l'Union soviétique entre 1947 et 1961, qui menaçaient d'utiliser l'arme atomique (avec comme point culminant la crise cubaine). En 1992, Robert Harris reprend cette logique narrative dans son roman Fatherland.
- Dans notre réalité, l'ingénieur allemand Werner von Braun a développé des fusées-missiles V2 pour Hitler, et il est ensuite récupéré par les États-Unis pour participer au projet de conquête spatiale et à l'élaboration des premiers missiles de croisière. Von Braun n’est pas mentionné dans le roman, mais les Allemands y détiennent la supériorité technologique. La Lune, Mars et Vénus sont rapidement conquises après la guerre. En revanche l’énergie atomique pour l’armement, si elle est abordée par Frank Frink qui craint une troisième guerre mondiale (chapitre 4), crainte concrétisée par la révélation du Projet Löwenzahn (chapitre 12), n’est jamais mentionnée comme ayant déjà servi aux Allemands. Les missiles V1 et V2 sont décrits comme des armes cruciales des Allemands pour gagner la guerre, mais l’utilisation de l’énergie atomique n’est mentionnée que pour la technologie en temps de paix (chapitre 6) et en particulier pour l’assèchement de la Méditerranée dans le cadre du Projet Farmland (chapitre 2).
- Les habitants de l'ouest des États-Unis se relèvent lentement de la défaite par l'innovation artisanale en vendant leur patrimoine à des vainqueurs qui l'apprécient. Ils commencent à prendre leur revanche, comme le montre le personnage Frank dans sa relation avec les Japonais, mais ils sont décrits comme gardant un fort complexe d'infériorité devant la culture de leurs vainqueurs, comme on a pu l'observer dans la réalité, où les Japonais, privés de leur armée et exposés à l'expansion culturelle des occupants américains, se sont investis massivement dans l'excellence économique.
- La fin du livre constitue une énigme. En effet, Juliana comprend que c'est l'oracle issu du Yi King qui a permis d'écrire Le Poids de la sauterelle. À la question « Pourquoi ? », la réponse est « Telle est la vérité ». Quelle est cette vérité dont parle l'oracle ? Dans le roman de Philip Dick, le monde est clairement sous la domination de l'Axe, et les personnages doivent admettre que « l'Allemagne et le Japon ont perdu la guerre ». On peut y voir une nouvelle mise en abyme dans laquelle, sans l'avouer clairement, les personnages sont en train de vivre dans une fiction, ou cette prédiction du Yi King pourrait renvoyer tout simplement à un dogme et donc à la foi. Cependant, Le Poids de la sauterelle ne décrit pas notre réalité, et le livre ne peut que nous renvoyer à notre propre questionnement de lecteur : quelle est notre réalité ? Comme les personnages du roman, nous lisons un livre qui nous décrit un autre monde en nous disant : « c'est la réalité », selon un principe d'immersion propre à la lecture (l'illusion romanesque). À travers ces jeux de miroirs, le roman pose à nouveau la question de la définition de la réalité, de sa frontière avec la fiction, de notre existence et de son incertitude, thème qu'il mènera à son paroxysme dans Ubik.

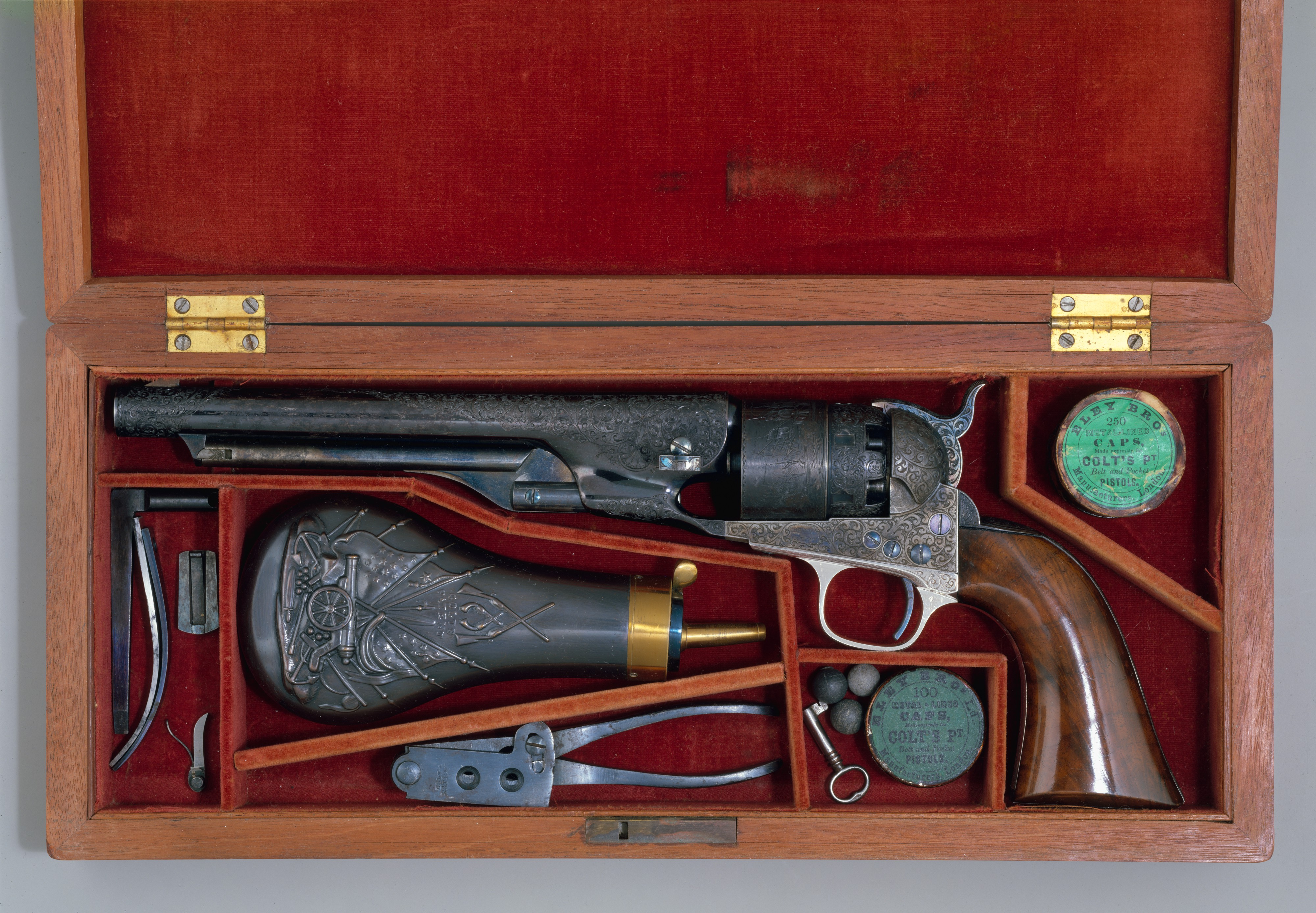
Voici un Colt 44 exceptionnel de 1860 [...] Poudre noire et balles. Livré à l'armée des États-Unis ... (chap. 4). Dans le roman, les objets américains anciens, convoités par les Japonais, sont souvent des contrefaçons.

## Commentaire
Dans la postface de l'édition française de 2013, plusieurs informations témoignent d'un lien très particulier entre Dick et ce roman.
- Après le manque de reconnaissance pour ses précédents ouvrages, il semble que Dick se soit passionné à confectionner des bijoux avec et pour sa compagne Anne, comme son personnage Frank Frink les façonne dans le livre en pensant à Juliana[1].
- En voyant que ceci l'empêchait d'écrire, il se serait isolé pour se concentrer sur l'écriture (un peu comme Abendsen, même si les enjeux sont différents puisque pour ce dernier, il s'agit de se protéger), et il suivait de très près le procès d'Adolf Eichmann. Il aurait aussi eu recours à plusieurs reprises (pas de réelle précisions là dessus) au Yi King. Pour mener l'intrigue, il posait donc les questions à ce que les personnages du roman nomment l'oracle, comme il est expliqué qu'Abendsen a pu le faire pour Le poids de la Sauterelle[1]
- Ainsi, le Yi King est un des deux ouvrages qui ont fortement influencé la conception du récit, l'autre étant Autant en emporte le temps de Ward Moore, paru en 1953, ouvrage uchronique, dans lequel les Sudistes remportent la Guerre de Sécession. Si Moore choisit la bataille de Gettysburg pour point de départ de sa diégèse, Dick va lui prendre l'attentat contre Roosevelt en 1933[1].
- Du point de vue du style de l'ouvrage, les phrases peuvent parfois être courtes et simples, selon Emmanuel Carrère, la forme est censée rappeler les haïkus japonais. Par ailleurs, le point de vue de l'auteur envers les Japonais est ambivalent. Pour les personnages, ce sont certes des occupants, mais souvent, ils se montrent comme ayant un sens de la spiritualité très prononcé, n'agissent ou ne parlent jamais de manière gratuite et ont un sens de l'honneur qui asphyxie plus ou moins toute interaction sociale (par exemple, lorsque Robert Childan rencontre les Kasoura) mais les amène aussi à respecter la culture traditionnelle nord-américaine contrairement aux nazis, qui considèrent toute autre culture comme dégénérée dans l'ouvrage. On remarque ici le point de vue positif d'un auteur américain après l'occupation du Japon par les États-Unis[1].
- Le lecteur est mis dans une posture délicate, l'auteur en jouant plusieurs fois sur la notion du vrai et du faux : les fausses reliques de Frink et les véritables qu'il produit ensuite, la question finale de Juliana posée à l'oracle, prétendant alors que Le Poids de la sauterelle est la réalité. Cela amenant à l'idée de duplicité, comme les multiples références au Yin et au Yang[1].
- Toujours concernant la posture de l'humain face à la réalité, dans les deux premiers chapitres qui devaient former la suite du Maître du haut château (projet avorté), les Nazis possèdent une sorte de portail vers un troisième monde alternatif, qui semble clairement être notre monde dans les années 1960, que voit M. Tagomi dans son hallucination dans le quatorzième chapitre du roman. Pour soutenir cette idée, quelques détails sont donnés concernant la mort d'Erwin Rommel fidèle à notre histoire : participation au projet d'attentat contre Hitler et le fait qu'il soit tué par un avion britannique dans sa voiture. Grâce à ce portail, les nazis auraient pu visiter un peu ce monde de manière anonyme, semble-t-il, puisqu'il est expliqué qu'ils empruntent un ouvrage de William Shirer sur leur régime à la bibliothèque d'Albany dans l'État de New York. De fait, Dick voulait mettre le lecteur face à cette triple réalité : celle où les principaux belligérants de l'Axe l'avaient emporté avec un Japon qui semble stable mais bousculé par un régime en proie à une crise gouvernementale (Le Maître du Haut Château), celle où les Britanniques, menés par un Winston Churchill devenu apparemment despotique, ont pris le contrôle de la planète dans une sorte de prolongement de leurs pratiques coloniales (Le Poids de la sauterelle) et celle qui semble correspondre à notre réalité (dans le premier des deux chapitres qui devaient servir de suite)[1],[2].
- Enfin, ce qui termine de grossir le trait et de conférer un caractère réaliste à l'ensemble de cette œuvre dystopique est les nombreuses références à de véritables propositions nazies, qui auraient dû servir à ce qu'ils considéraient comme une utopie : l'assèchement de la Méditerranée pour la culture, l'unification des terres dites allemandes, la conquête de l'espace, la non-existence des avions à réaction au profit de fusées pour les voyages terrestres, la refondation complète de Berlin en Germania par Albert Speer et les luttes intestines au gouvernement, qui existaient vraiment, l'idéologie nazie étant structurée sur le principe de la lutte pour la survie, où seuls les plus combatifs devaient régner. Cela explique aussi pourquoi il n'y a pas la mention de femmes nazies dans l'ouvrage, celles-ci étant considérées comme mères de familles avant tout, mais Dick ne montre que les organes de pouvoirs. Tout cela s'accompagne de nombreuses références de personnalités (Goebbels, Göring, Hitler, Roosevelt, Churchill etc.) et événements ou organismes officiels (le porte-avions Shokaku, l'Abwehr, la SS, la Gestapo etc., qui ont réellement existé et nommés sans traduction en japonais ou en allemand[3].

## Réception
Peu après sa parution, Avram Davidson fait l'éloge du roman comme « une œuvre de fiction supérieure », qualifiant de « fascinant » l'usage que fait Dick du Yi King. Toujours selon Davidson « tout est là - extrapolation, suspense, action, art, philosophie, intrigue, [et] personnages ». Le Maître du Haut Château remporte le prix Hugo du meilleur roman en 1963,,. Dans une critique d'une réédition de poche, Robert Silverberg écrit dans le magazine Amazing Stories : « La prose de Dick crépite d'excitation, ses personnages sont vivement réels, son intrigue est stupéfiante ».
Dans The Religion of Science Fiction, Kreuziger explore la théorie de l’histoire qu'implique la description de deux réalités alternatives par Dick :
« Neither of the two worlds, however, the revised version of the outcome of WWII nor the fictional account of our present world, is anywhere near similar to the world we are familiar with. But they could be! This is what the book is about. The book argues that this world, described twice, although differently each time, is exactly the world we know and are familiar with. Indeed, it is the only world we know: the world of chance, luck, fate. »
— Frederick A. Kreuziger, Frederick A. Kreuziger, In The Religion of Science Fiction, Popular Press, 1986 (ISBN 9780879723675, lire en ligne ), 82

« Cependant, aucun des deux mondes, qu'il s'agisse de la version révisée de l'issue de la Seconde Guerre mondiale ou du récit fictif de notre monde actuel, ne ressemble de près ou de loin au monde qui nous est familier. Mais ils pourraient l'être ! C'est de cela que traite ce livre. Il affirme que ce monde, décrit à deux reprises, bien que différemment à chaque fois, est exactement celui que nous connaissons et qui nous est familier. En effet, c'est le seul monde que nous connaissons : le monde du hasard, de la chance, du destin. »
— Frederick A. Kreuziger, In The Religion of Science Fiction, Popular Press, 1986 (ISBN 9780879723675, lire en ligne ), 82
Ursula K. Le Guin, dans son introduction à l'édition anglophone Folio Society du roman, estime quant-à-elle  que The Man in the High Castle « est peut-être la première grande contribution durable de la science-fiction à la littérature américaine ».

## Postérité dans le monde francophone
Ce roman est considéré comme un classique de la science-fiction dans les ouvrages de référence francophones suivants :
- Annick Beguin, Les 100 principaux titres de la science-fiction, Cosmos 2000, 1981 ;
- Jacques Goimard et Claude Aziza, Encyclopédie de poche de la science-fiction. Guide de lecture, Presses Pocket, coll. « Science-fiction », no 5237, 1986 ;
- Denis Guiot, La Science-fiction, Massin, coll. « Le monde de... », 1987 ;
- Enquête du Fanzine Carnage mondain auprès de ses lecteurs, 1989 ;
- Lorris Murail, Les Maîtres de la science-fiction, Bordas, coll. « Compacts », 1993 ;
- Stan Barets, Le science-fictionnaire, Denoël, coll. « Présence du futur », 1994.

## Adaptation
Ridley Scott produit une adaptation du roman sous la forme d'une série. Le pilote est mis en ligne sur la plateforme VOD d'Amazon Studios le 15 janvier 2015. Après avoir mis en ligne la deuxième saison le 16 décembre 2016, Amazon annonce avoir commandé la production d'une troisième saison. La série se termine avec la saison 4, le dernier épisode est sorti le 15 novembre 2019.